# 碳酸钡
碳酸钡（化学式：BaCO3），由于其较容易从自然矿物中获取，且有毒性，故有被称作毒重石。碳酸钡是一种不溶于水的白色沉淀，是一种常见的无机盐。

## 形态
通常，碳酸钡有α、β、γ三种结晶形态，而其工业品则为白色粉末。
γ型在811°C时会转化为β型，β型在982°C时转换为α型，在9.09MPa时，α型的熔点为1740°C，而在常压加热到1450°C时，碳酸钡就会分解而成氧化钡和二氧化碳。

## 溶解性
碳酸钡在水中的溶解度仅为2×10-3g，几乎不溶于酒精，但可与酸和氯化铵溶液反应而溶解。

## 化学反应
- 分解反应：碳酸钡会在高温下分解，反应式：

BaCO3 → BaO + CO2↑
- 与酸反应：
  - 在遇到酸时的一般反应式：

BaCO3 + 2H+ → Ba2+ + H2O + CO2↑
- - 与稀硫酸反应时会生成不可溶于酸的硫酸钡白色沉淀：

BaCO3 + H2SO4 → BaSO4 + H2O + CO2↑

## 毒性
碳酸钡是一种剧毒品，会引起急性和慢性中毒。因为钡是重金属，碳酸钡能与胃液中的盐酸反应，释放出钡离子，引起中毒反应。

### 慢性中毒
碳酸钡会蓄积在骨骼上，引起骨髓造白细胞组织增生，从而发生慢性中毒。

### 急性中毒
当发生严重的急性中毒时，会出现急性胃肠病变、肌肉腱反射消失、痉挛、肌肉麻痹等症状。
毒性：
- 口服
  - 大鼠 LD50：418mg/kg
  - 小鼠 LD50：200mg/kg

#### 紧急治疗
对于碳酸钡急性中毒的患者，通常采取洗胃、灌肠、服用催吐剂等措施使碳酸钡排出体外。
同时也可以通过服用硫酸钾与碳酸钡反应，能使有毒的钡变为不溶性硫酸钡沉淀，减轻毒性。之所以使用硫酸钾，是因为碳酸钡中毒可能会导致低血钾症。参见钡

### 职业标准
- TLV-TWA 0.5mg/m3
- STEL 0.5mg/m3

## 用途
- 用于钢铁、焊条、玻璃、颜料、油漆、涂料、烟火、搪瓷、电子等工业
- 用于生成各种钡盐
- 可用於糖的精煉
- 製造釉料及合成大理石的顏料[1]